# Zgornje Sečovo
Zgornje Sečovo je naselje v Občini Rogaška Slatina.